# Pierre el Chantre
Pierre le Chantre o Pedro el Chantre, latinizado como Petrus Cantor (Beauvais o Reims, hacia 1130 - Longpont, 22 de septiembre de 1197) fue un letrado y teólogo escolástico francés del siglo XII.

## Biografía
Habría nacido o en la región de Beauvais, o en Reims, donde hizo sus estudios en la escuela catedralicia. Hacia 1170 era canónigo en París y profesor de su escuela catedralicia; entre 1180 y 1184 fue nombrando chantre, de donde su sobrenombre latino (Petrus Cantor, a veces Cantor Parisiensis). Escribió glosas de la Biblia y un tratado sobre la Penitencia. El medievalista Jacques Le Goff le atribuye  el primer uso de la palabra purgatorium como sustantivo, etapa decisiva en la creación del concepto de Purgatorio que tanto daría que reprobar a Lutero tres siglos después. Su competencia en derecho canónico le hizo ser escogido numerosas veces como juez eclesiástico, especialmente en  1196 a causa del asunto del divorcio de Felipe Augusto y la reina Isambour, que fue tratado en Compiègne. En 1191 fue elegido obispo de Tournai, pero la elección fue anulada por el arzobispo de Reims, Guillaume de Champagne. A la muerte de Maurice de Sully en 1196, fue elegido obispo de París, pero rechazó la elección.
En 1196 fue elegido deán del capítulo de canónigos de la Catedral de Reims. Durante el viaje desde París, cayó enfermo y se albergó en la Abadía cisterciense de Longpont, cerca de Soissons, donde murió y fue enterrado. Los cistercienses lo consideran dentro de su orden y celebran su fiesta es el diecinueve de mayo.

## Obras
Compuso comentarios y anotaciones sobre todos los libros de la Biblia, a excepción del Levítico y los libros de Judith, Ester y Tobías. Dejó también una introducción a la lectura de la Biblia titulada De tropis theologicis o De contrarietate Scripturae, o incluso De tropis loquendi, donde propone soluciones a las contradicciones que parecen existir entre ciertos pasajes.
Otras obras suyas son la Summa de sacramentis et animae consiliis, que completó Pedro Lombardo y suministra informaciones variadas sobre las instituciones y costumbres religiosas de la época; las Distinctiones, o Summa quae dicitur Abel, un diccionario teológico por orden alfabético; el Verbum Abbreviatum, conjunto de sermones que exhortan al clero, particularmente a los monjes, a la virtud; el Contra monachos proprietarios.
Pedro el cantor enunció las tres funciones del maestro teólogo (magister in sacra pagina): leer (comentar la Biblia), hacer disputas (animar los debates por objeciones y respuestas), predicar (presentar sermones universitarios): «In tribus igitur consistit exercitium Sacrae Scripturae: circa lectionem, disputationem et praedicationem».
Sus obras se encuentran en la Patrología Latina de Migne, 205, col. 9-554.